# ولی‌الله رستمی‌نژاد
ولی‌الله رستمی نژاد زادهٔ ۱۳۳۶ خورشیدی و از کاندیداهای منتخب مردم خرم‌آباد در پنجمین انتخابات شوراهای اسلامی شهر و روستا (۱۳۹۶) است. او با ۴۰٫۰۸۶ رأی در این انتخابات بدون داشتن ستاد و فقط با یک بنر سیار خودگردان نفر اول انتخابات شد. اختلاف رأی او با نفر دوم، ۲۷٫۸۲۱ رأی بوده‌است.
همچنین او در تاریخ ۱ شهریور ۱۳۹۶ رئیس شورای شهر خرم‌آباد شد.

## سوابق سیاسی و شغلی و هنری
ولی‌الله رستمی نژاد دارای مدرک کارشناسی ارشد ادبیات انگلیسی است و جملاتی انگلیسی به رهگذران می‌گوید. او  سال‌ها در شهر خرم‌آباد در محلهٔ پشت بازار، پرنده فروش بود که در همان سال‌های ابتدایی پس از انقلاب بساط فروش وی بارها توسط لباس شخصی‌ها جمع‌آوری یا پراکنده می‌شد. او در سال ۱۳۹۶ و پس از پیروزی در انتخابات شورای شهر خرم‌آباد به عنوان پدیدهٔ انتخابات شورای اسلامی ۱۳۹۶ معروف شده‌است. وی در فیلم سینمایی آخرین تک سوار ایل محصول سال ۱۳۷۷ به کارگردانی سیدمحمد سیف زاده نیز ایفای نقش کرده‌است.
او همچنین دارای مقام در مسابقات دوندگی است.

## پیام برای ترامپ
ولی‌الله رستمی‌نژاد در ویدیویی، در حمایت از سپاه پاسداران انقلاب اسلامی، جملاتی را به انگلیسی و با لهجهٔ خاصی بیان می‌کند که مورد توجه کاربران شبکه‌های اجتماعی قرار گرفت.